# Lac-Kénogami
Pour les articles homonymes, voir Kénogami.
Ne doit pas être confondu avec Lac Kénogami.
Lac-Kénogami est un secteur situé au nord du lac Kénogami et à la source de la rivière aux Sables, dans l'arrondissement de Jonquière de la ville de Saguenay, dans la région du Saguenay-Lac-Saint-Jean dans la province de Québec au Canada.
Lac-Kénogami est l'ancienne municipalité la moins peuplée constituant Saguenay avec ses 2141 habitants. On appelait ses résidents les Kénogamois et les Kénogamoises.

## Histoire

### La route des fourrures et les voyages d'exploration
Selon les fouilles archéologiques effectuées entre 1964 et 1967 au lac Vert, la toute première présence humaine sur le territoire du lac Kénogami remonterait à 4 000 ans (période du sylvicole inférieur). Les plus anciens vestiges découverts par les archéologues furent attribués à la culture Adena.
Il a toujours existé, pendant des périodes plus ou moins longues, une présence amérindienne dans le secteur du lac Kénogami.
En 1672, le Père Albanel, lors de son premier voyage, précisa l'existence de cabanes de "Sauvages de Sillery". Durant les belles années du poste de traite de Chicoutimi, une colonie d'autochtones vivait sur les rives du lac Kénogami. En 1828, la Commission d'enquêteurs sur le potentiel de la région à la colonisation ne remarquera aucune présence permanente d'autochtones. Les Amérindiens y venaient pour la chasse.
Bien avant l'arrivée des Blancs, existait une route de trafic des fourrures traversant de bout en bout la région du Saguenay-Lac-Saint-Jean et dont le point de départ était Tadoussac et le point d'arrivée la baie James. Le lac Kénogami faisait partie de l'itinéraire. Le trajet total prenait une vingtaine de jours. Les missionnaires, grands propagateurs de la parole de Jésus-Christ auprès des nations autochtones, suivirent aussi cette route. Ils furent les premiers à pénétrer la chasse gardée des Montagnais. Les trappeurs, les trafiquants et le fils du gouverneur de Trois-Rivières la suivirent aussi.
Le mérite de la première description du lac Kénogami revient au Père Jean Dequen, découvreur du lac Saint-Jean (1647).
Par la suite, vinrent s'ajouter les descriptions de Joseph-Louis Normandin (1732), François Verreault, J. B. Taché et les membres de la Commission d'enquête de 1828.
Les rapports de Normandin, Baddeley et Bouchette décrivirent un endroit appelé Pointe au Sable. Ils voyaient en cet endroit la place idéale pour l'instauration d'un village.

### La mission Caskouia (Saint-Cyriac)

#### Cyriac Buckell, le premier résident
Le premier résident à venir s'établir sur ce territoire fut Cyriac Buckell. Buckell aurait été aide de camp de l'équipe d'enquêteurs de 1828. Au départ de ceux-ci, il se serait installé dans le secteur aux environs de l'année 1829. Comme la région du Saguenay-Lac-Saint-Jean était un fief de la compagnie de la Baie d'Hudson et qu'elle interdisait l'entrée des colons, Buckell, pour la déjouer, adopta le mode de vie amérindien. Il résidait du côté nord à l'endroit appelé Pointe au Sable, à proximité de l'embouchure de la rivière aux Sables.  Il était considéré comme l'un des premiers squatters du Saguenay et avait 250 acres de terre.
Au début des années 1860, Buckell va s'installer à la baie Cascouia. C'est chez son fils Charles qu'il passa les dernières années de sa vie. Le nom de Saint-Cyriac fut donné à la paroisse en 1889 beaucoup plus en l'honneur du saint qu'en l'honneur de Cyriac Buckell.

#### De Mission Caskouia à Canton Kénogami
Quand le chemin Kénogami fut mis en chantier, quelques familles de colons s'installèrent le long de son parcours. En 1858, plusieurs abattis furent faits annonçant l'arrivée de colons, mais aux environs de 1862, on ne comptait que cinq familles installées de façon permanente.  Le 4 février 1865, le gouvernement proclamait l'élection du canton Kénogami. Cela permettait de légaliser la colonisation. C'était le coup d'envoi de la Mission Caskouia. Le presbytère fut construit seulement en 1872.
Le Grand Feu de 1870 n'épargna pas cette communauté. Plusieurs ont perdu leurs biens. Le Grand Feu eut l'extrême avantage d'accélérer le défrichage et donner un second souffle à la colonisation.
En 1884, la deuxième chapelle fut construite et bénite le 2 mai 1886. Le 27 juillet 1887, le gouvernement du Québec ordonna la création de la municipalité scolaire de Saint-Cyriac.  Au printemps 1894, on procède à la construction du presbytère et à l'agrandissement du cimetière.
Le 15 novembre 1897, le gouvernement du Québec procède à l'érection de la municipalité de Canton de Kénogami. Cette nouvelle municipalité incluait tout le canton Kénogami et une partie du Canton Jonquière, c'est-à-dire tous les rangs 8, 9 nord et sud du Canton Jonquière.

#### Transport
Le chemin Kénogami fut la première voie carrossable qui partait de Chicoutimi pour s'étendre au lac Saint-Jean. Les travaux d'arpentage furent exécutés en 1851. La construction du chemin se fit de 1854 à 1862. Quand le chemin Kénogami fut complété, la municipalité de Saint-Cyriac devenait la plaque tournante et la localité tampon entre le Saguenay et le lac Saint-Jean.  Mais avec la mise en service du tronçon Chambord/Chicoutimi du chemin de fer, on assiste à un glissement des communications vers le Saguenay ayant des conséquences pour le peuplement du secteur.

#### Économie
La petite paroisse dépendait de l'agriculture et de l'exploration de la forêt. En 1893, une fromagerie fut ouverte. L'exploitation de la forêt amenait un supplément de revenus pour les gens de la paroisse. Le premier à obtenir des droits de coupe au lac Kénogami fut Peter McLeod. Il s'attaque à la forêt pendant l'hiver 1851-1852. Price ramasse les droits de coupe dans le secteur après la mort de Mcleod. En 1890, les chantiers en forêts auraient débuté sur les rivières Pikauba et Cascouia. Les années 1897-1898, la Compagnie de Pulpe de Chicoutimi donna d'importants contrats de coupe sur le territoire du lac Kénogami.

#### Tourisme
Le lac Kénogami était un site très prisé pour la pêche. Pour protéger la ressource, des droits de pêche furent accordés par le gouvernement pour des périodes de temps données.
Avec l'arrivée du chemin de fer, le lac Kénogami fut une destination touristique prisée au même titre que le lac Saint-Jean. Pour profiter de cette manne, les propriétaires du Château Saguenay de Chicoutimi construisirent un chalet à la pointe au Sable avec toutes les commodités nécessaires pour des séjours agréables. Un guide de pêche était disponible sur place. La clientèle touristique était surtout américaine. En 1901, un bateau à vapeur, le Maria-Nina, allait faire des excursions sur le lac Kénogami.

### La disparition de Saint-Cyriac (1900-1925)

#### Les premiers barrages
Puis, vint l'épopée de l'exhaussement des eaux du lac Kénogami pour les besoins industriels. Les Compagnies de Pulpe de Chicoutimi et de Jonquière voulaient augmenter leurs sources d'approvisionnement en énergie. C'est aux environs de 1900 que commença le contrôle partiel du débit du lac. Ce contrôle était assuré par deux barrages : l'un à Pibrac et l'autre à Portage-des-Roches. L'eau était emmagasinée sur une hauteur de neuf pieds. Quelques mois plus tard, la Compagnie de Pulpe de Jonquière vendit ses droits à celle de Chicoutimi. Le 7 décembre 1901, la Compagnie Price acheta la Compagnie de Pulpe de Jonquière. En 1904, un conflit éclata entre la Compagnie Price et celle de Chicoutimi concernant l'approvisionnement en énergie.
La Compagnie Price gagna sa cause devant les tribunaux. Le 2 juin 1904, le gouvernement provincial adopte une loi permettant le rehaussement du lac Kénogami. Au début de l'année 1905, pour se conformer à la loi, la Compagnie de Pulpe de Chicoutimi construit de nouvelles écluses plus hautes et plus performantes pour remplacer les premières. Elles seront érigées respectivement à Portage-des-Roches et l'autre au Cran-Serré à Pibrac.

#### Saint-Cyriac durant cette période
Pendant ce temps, Saint-Cyriac ressemble de plus en plus à un village. On bâtit une nouvelle église et sa construction fut terminée en 1905. Du côté économique, on remarque que la proportion d'agriculteurs passa de 97 % en 1893 à 66 % en 1905. L'exploitation forestière et la construction des premiers barrages sont les principales causes. Le phénomène de la "déruralisation" va croître au cours des années.

#### Le dernier chapitre de Saint-Cyriac
Il commence avec la contestation de la Compagnie de Pulpe de Jonquière qui accuse celle de Chicoutimi de ne pas respecter le contrat pour l'apport d'eau. Ce différend se règle en justice. La Compagnie de Pulpe de Chicoutimi doit arranger les écluses et verser une somme de 500 $ en dédommagement. Avec l'arrivée d'un nouveau moulin à Kénogami, une solution devrait être envisagée. Alors, la Commission des eaux courantes de Québec (CEC) eut à étudier une nouvelle demande visant à rehausser le lac Kénogami à un niveau de 115. En janvier 1916, Dubuc demande au gouvernement de voter un projet de loi autorisant la Compagnie de Pulpe de Chicoutimi à agrandir le réservoir Kénogami. Le projet de loi ne passera pas la deuxième lecture. C'est la CEC qui aura la responsabilité et toute l'autorité nécessaire dans le projet le 9 février 1918. Il y a des négociations tripartites. C'est la CEC qui aura la responsabilité des travaux. La signature du contrat a lieu le 22 décembre 1922 et les travaux commencèrent au mois de mars 1923. Selon les rumeurs, l'inondation devait toucher une faible partie des terres. Alfred Dubuc s'engageait à relocaliser à ses frais ceux qui seraient touchés par la montée des eaux.
Le conseil municipal négocia avec Alfred Dubuc mais devant les piètres résultats des négociations, il voulait prendre des recours pour empêcher les travaux. Pensant gagner, on poussa même l'audace de construire une école, de réparer le presbytère et d'emprunter pour la construction d'un réseau d'aqueduc. C'est après la signature officielle de l'entente que la population reçut cette gifle : Saint-Cyriac allait disparaître.
Pour faire passer le lac au niveau 115, il a fallu construire deux barrages (Portage Des Roches, Pibrac) et plusieurs digues de retenue (Baie Moncouche), Deschênes, Coulée Gagnon, Coulée Caskouia). De plus, il a fallu relocaliser le chemin Kénogami, les lignes de téléphone et exproprier des terrains dans les cantons de Jonquière et Kénogami. Au printemps 1924, le haussement du lac à la cote 102 entraîne des inondations rendant impraticable le chemin Kénogami, et les terres situées à l'extérieur des limites deviennent incultes. On a dû reconstruire un nouveau chemin de fer et une nouvelle ligne de téléphone le long de la ligne de chemin de fer. Le lac atteignit sa cote maximale au printemps de 1925.
Cette disparition favorisa le développement industriel des villes de Jonquière, Kénogami et Chicoutimi. La Compagnie de Pulpe de Chicoutimi et celle de Val-Jalbert fermèrent boutique et furent achetées par la Québec Pulp. La Québec Pulp, incapable de payer à la CEC le million et demi qu'elle devait pour l'aménagement du lac, fit également faillite.

### Nouvelle vocation

#### Les années 1940 à 1973
Nouveau départ pour le territoire du lac Kénogami. À partir de 1939, les villégiateurs prennent d'assaut le lac Kénogami. En 1948, les propriétaires de l'église furent disposés à céder les titres de propriété à la Corporation épiscopale. En 1965, le gouvernement s'empara de toutes les propriétés et limites de la Québec Pulp pour se payer des redevances que cette dernière ne pouvait assumer depuis des années.
En 1967, la Chambre de commerce de Jonquière lançait un vaste plan d'aménagement touristique et de récréation du lac Kénogami. Ce parc aurait eu des activités quatre saisons.
En 1972, le ministère des Richesses naturelles songeait à construire un barrage de soixante-dix pieds de haut sur le lac Des Écorces pour régulariser le niveau des eaux du lac Kénogami. Ce projet se retrouvera sur les tablettes.

#### L'aménagement du parc Kénogami
L'annonce de l'implantation du parc Kénogami fut faite le 12 décembre 1973. Sur une période de cinq ans, une somme de quatre millions serait investie pour mettre en place le premier réseau de parcs récréatifs (Mont-Valin, de Lac-Kénogami, Pointe-Taillon). En 1977, l'estimé des coûts, une fois les travaux terminés, était de cinq millions. La zone plein air s'étend sur 125 milles carrés et ses limites touchent à la Route 54, au parc des Laurentides, aux comtés de recensement de Chicoutimi et de Lac-Saint-Jean.
La zone de récréation intensive quant à elle aurait une superficie de 115 acres et couvre le site appelé l'Île de Sable. Les activités de loisirs seraient sur trois plans :
- activités de plein air;
- activités motorisées;
- activités nautiques.

Ce fut à l'été 1976 que les touristes et la population régionale purent profiter des installations du parc Kénogami.
En février 1990, on annonçait un projet de relance de 8 à 10 millions pour le camping du parc Kénogami maintenant géré par la SEPAQ.  Ce projet comprenait la vente de terrains de villégiature, la construction d'une auberge et le développement d'un golf de dix-huit trous. Trente terrains furent vendus dans une première phase. En avril 1990, on mettait en vente trente-quatre autres terrains.

#### La création de la municipalité de Lac-Kénogami
C'est à la suite des démarches du comité des citoyens auprès de la députée de Jonquière, Mme Aline Saint-Amand, et du ministère des Affaires municipales en décembre 1984 que le projet de loi 247 sur la municipalité de Canton Kénogami fut débattu à l'Assemblée nationale. Les quatre articles du projet de loi 247 avaient pour but de remettre en opération une charte non opérante depuis 1924 à la suite de l'exhaussement du lac Kénogami. C'était le conseil de comté puis la M.R.C. du Fjord qui assumait la gestion des affaires, et le préfet de comté assurait la représentation des gens du secteur.
L'objectif ultime était aux citoyens d'élire un maire et des conseillers municipaux qui s'occuperont des affaires municipales du Canton Kénogami. Le projet de loi fut adopté le 4 décembre 1984 et l'adoption de principe dudit projet fut le 20 décembre 1984.
La première élection fut décrétée par le ministre des Affaires municipales M. Alain Marcoux pour le 3 mars 1985. Les élus de la M.R.C. avaient adopté les résolutions signifiant le transfert des pouvoirs de l'organisme vers la nouvelle équipe.

#### Le Tacon Site du Pèlerinage

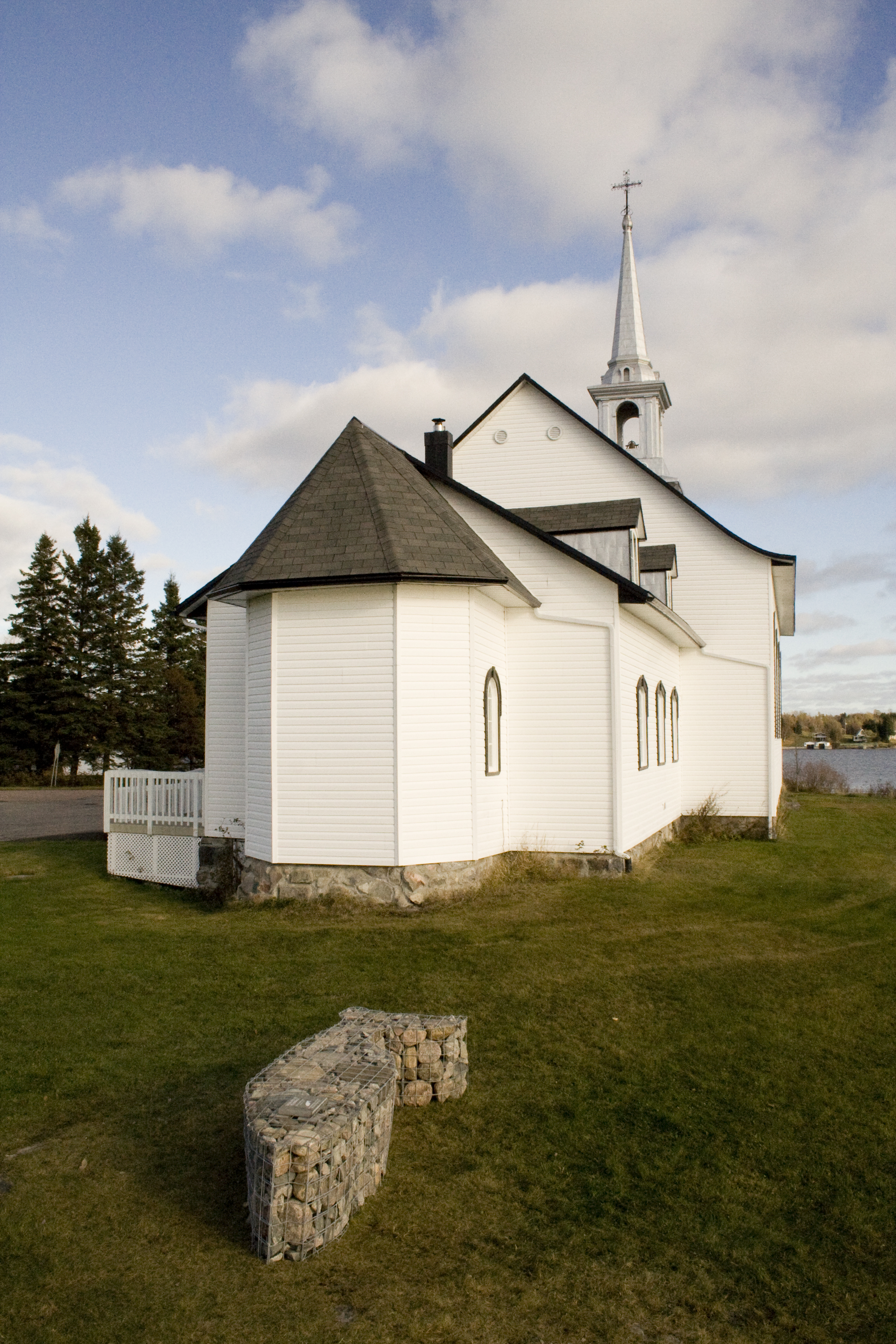
Tacon Site du Pèlerinage, 2010

Le Tacon Site du pèlerinage est inauguré lors de la fête nationale du Québec le 24 juin 2010. Une marche des pèlerins est organisée à cette occasion. Empreint de sérénité et de spiritualité, l’activité a mobilisé plus d’une centaine de participants.  Tout débute par une cérémonie religieuse dans la chapelle Saint-Cyriac. Entouré par les quatre marionnettes géantes, le célébrant reçoit les présents et les offrandes en hommages aux pèlerins. Partant de l’angle formé par la Route des Bâtisseurs et le Chemin de la Chapelle, les marcheurs, bâton du pèlerin en main, se mirent en branle et marchèrent sur le Chemin de la Chapelle.  La « Pierre Nomade », roulant de par devant les pèlerins, les a conduit jusqu’à la Chapelle Saint-Cyriac.  À l’arrivée, un protocole d’inauguration du Tacon Site du Pèlerinage a lieu.  Les autorités enfoui au sein du Tacon Site du Pèlerinage à l’effigie de la ouananiche, l’emblème animalier du Saguenay—Lac-Saint-Jean, la « Pierre Nomade », symbole de foi et d’espérance pour un monde meilleur. Ce monument identitaire créé par le collectif d’artistes Interaction Qui dans le cadre de la Grande Marche des Tacons-Sites reconnaît Lac-Kénogami comme lieu de passage des premiers occupants du territoire.

## Géographie
Le district de Lac-Kénogami couvre une superficie de 145,76 km2.
La population totale de l'arrondissement au recensement de 2001 était de 1834 habitants.
La densité de la population était de 12,6 habitants au kilomètre carré en 2001.
En 2001, l'arrondissement comptait 1011 logements privés.
L'âge médian de la population de l'arrondissement était de 45,3 ans en 2001, avec 12,8 % de la population âgée de moins de 15 ans.

## Hydrographie
Voir : Lac Kénogami

## Fusion municipale
La municipalité a été annexée à la nouvelle ville de Saguenay lors de la fusion municipale du 18 février 2002.
La représentante au conseil municipal de Ville de Saguenay actuellement élue pour le district de Lac-Kénogami (#2) est Mme Julie Dufour.